# Pietro Fanfani
Pietro Fanfani (Collesalvetti, 21 aprile 1815 – Firenze, 4 marzo 1879) è stato uno scrittore, filologo e funzionario italiano.

## Biografia

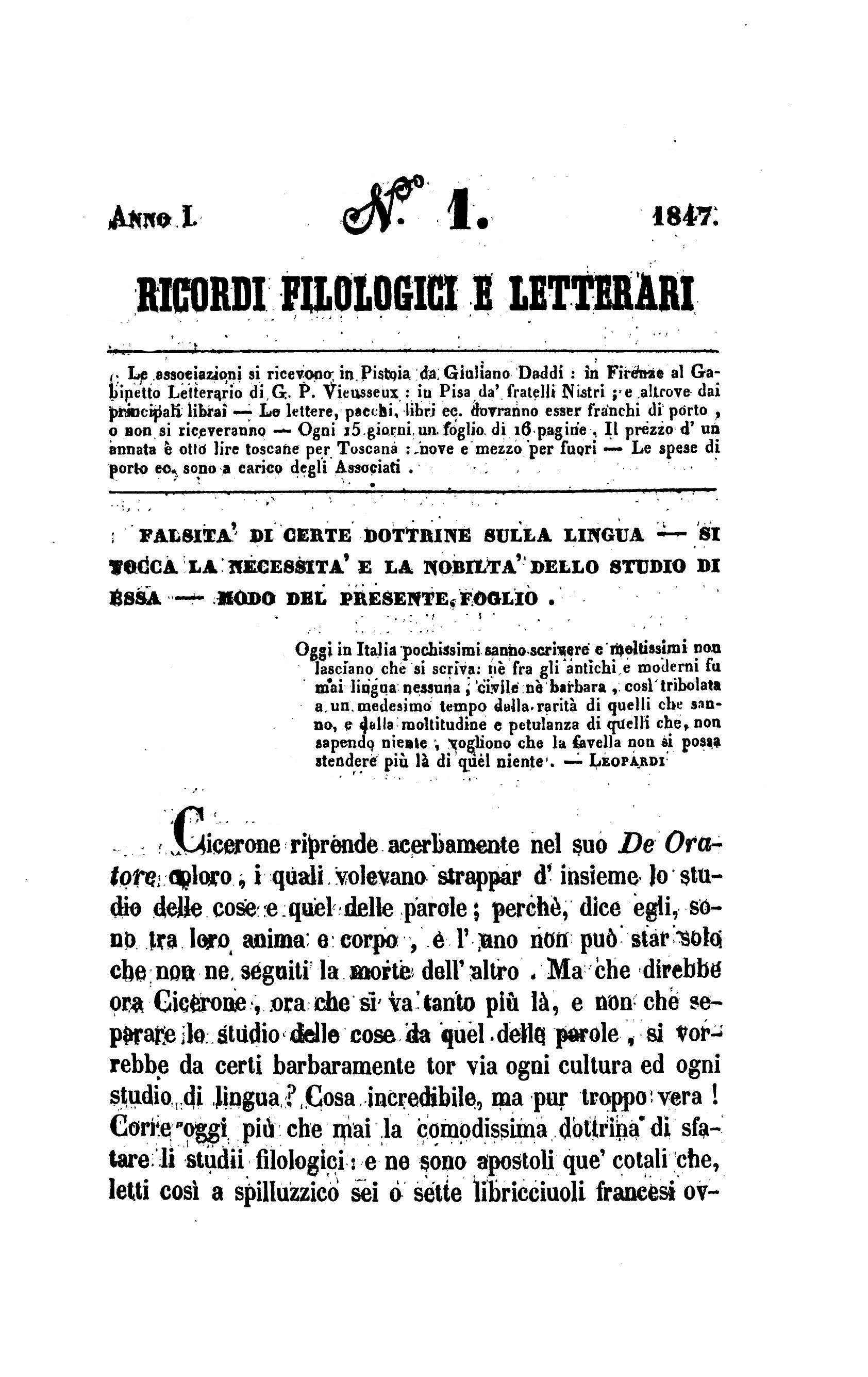
Prima pagina del primo numero di Ricordi Filologici e Letterari

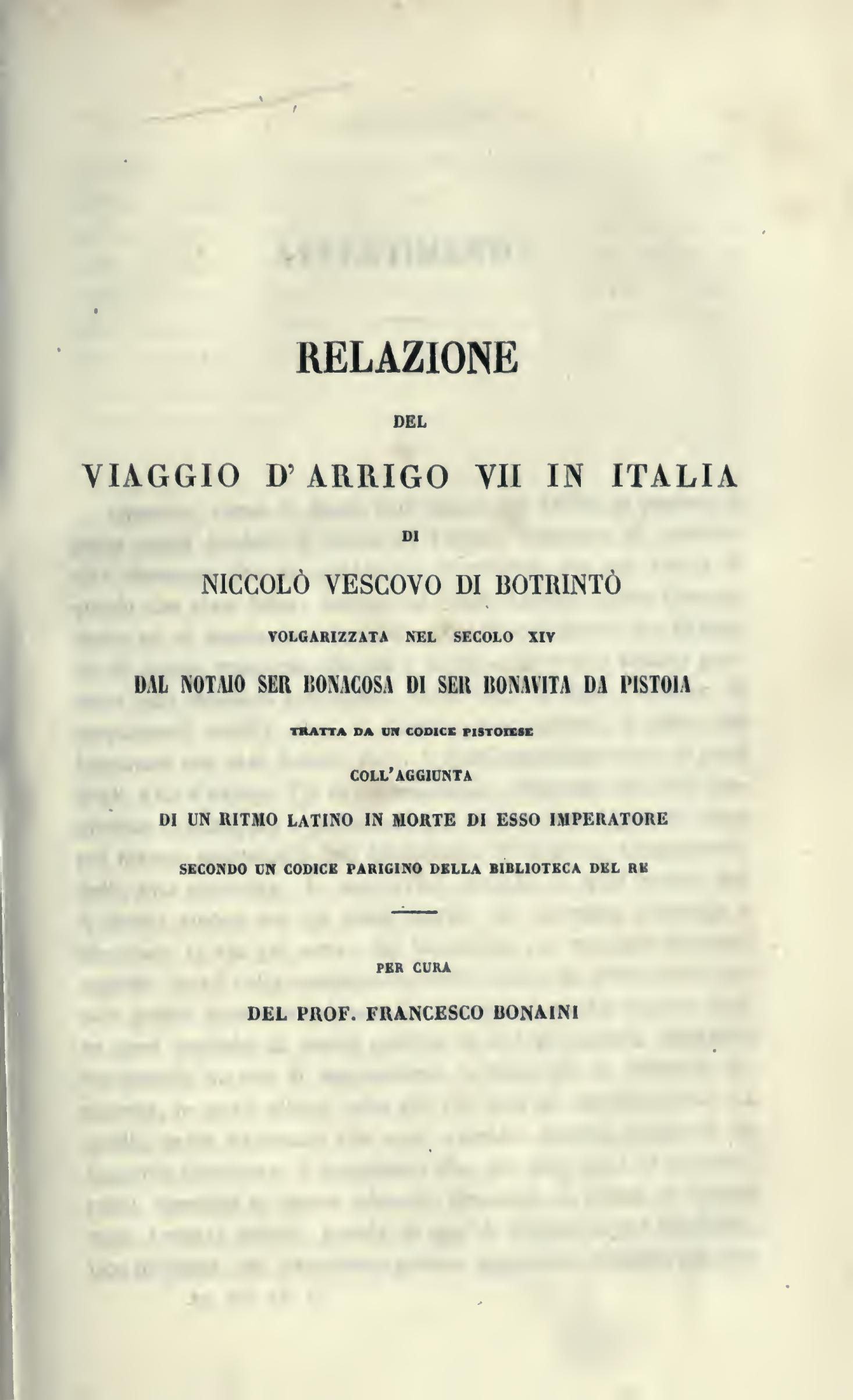
Frontespizio della Relazione del viaggio di Arrigo VII pubblicata nell'Archivio Storico Italiano 1847

Nacque, forse, a Collesalvetti (LI); o, secondo altre fonti, a Montale (PT), dove pare non visse che i primi due anni.. Ma Vittorio Capponi nella sua documentata Biografia Pistoiese (ed. 1878, ristampata da Forni Editore) dice, in realtà a Villa di Colle Salvetti, presso cioè Santomato, questo borgo sito a metà strada tra Montale e Pistoia.
Il padre acquistò una casa a Pistoia e vi si trasferì con la famiglia. A otto anni Pietro fu mandato per un anno da un cugino della moglie, parroco di Capezzana, presso Prato, perché era irrequieto e turbolento; il parroco gli insegnò la grammatica latina.
Ritornato a Pistoia, andò a scuola con scarso profitto. Il padre si rovinò economicamente per via di una grossa mallevadoria pagata per il cognato. A undici anni Pietro entrò in seminario e ottenne buoni risultati nello studio. Nel 1828 fu iscritto alla scuola di retorica del canonico Giusette Silvestri, latinista ed appassionato della Divina Commedia. Il padre, non potendo permettersi di mandarlo all'università, gli fece frequentare la scuola medico-chirurgica di Pistoia, dove conobbe Filippo Pacini, futuro anatomista. Il Fanfani pensò soprattutto a divertirsi con i suoi compagni di corso: gli spedalini, ma fu costretto dal padre ad arruolarsi e fece diciotto mesi di servizio militare. Nel 1837, morto il padre, ritornò a casa.
Nel 1842, dopo anni di vita sregolata, decise di dedicarsi interamente agli studi. Grazie al priore Andrea Fabbri divenne un esperto di paleografia latina. Studiò anche il greco. Per mantenersi copiò cronache e antichi documenti su commissione di Enrico Bindi, allora docente di retorica in seminario. Nel 1843 iniziò a scrivere per giornali e riviste. Pubblicò Osservazioni sulla Divina Commedia sul periodico Memorie di Letteratura e scritti di critica letteraria pungenti e alcuni Ritratti morali su la Rivista di Firenze. Nel 1847 stampò il periodico Ricordi Filologici, su cui scrissero Luigi Fornaciari, Giuseppe Giusti, Basilio Puoti, Niccolò Tommaseo. Il periodico, stampato a Pistoia dalla Tipografia Cino, usciva ogni quindici giorni e aveva 16 pagine.
Nel 1847 scrisse una falsa cronaca trecentesca, Relazione del viaggio di Arrigo VII in Italia, di Niccolò vescovo di Butrintò, volgarizzata da ser Bonacosa di ser Bonavita da Pistoia, pubblicata nell'Archivio storico italiano di Pietro Vieusseux, che fu molto apprezzata, tanto da essere citata anche dal Tommaseo. «La mia traduzione fu accettata per antica: piacque a' compilatori de l'Archivio, tutta gente del mestiere: Carlo Milanesi,... il Bonaini,..., ed il Parenti..». Il Capponi ne scrisse: «...aurea scrittura del 300 offerta al Vieusseux, che la pubblicò nell'Archivio Storico, e da lui e da altri creduta, e come tale levata a cielo, tanta era la penna del Fanfani nelle cose di lingua». Fu il Fanfani stesso a confessare l'inganno e, per giustificarsi, affermò che anche il Leopardi aveva tentato, senza riuscirci, di fare lo stesso, ma le polemiche divamparono, tanto che fu accusato di «...aver messo in mezzo Vieusseux e il Bonaini». Il Fanfani scrisse poi: «...quello che per il Leopardi era titolo di somma lode....il mio, riuscito così splendidamente, si chiamava poco men che una truffa» ed aggiunse «Va notato che io non mi feci pagare dal Vieusseux.»
Nel 1848 andò in Lombardia con i volontari toscani contro l'Austria. Sergente maggiore della 4ª compagnia del secondo battaglione, combatté a Montanara il 29 maggio e fu fatto prigioniero. Fu condotto a Mantova e da lì, a marce forzate, a Theresienstadt, in Boemia, dove fu liberato a settembre dopo l'armistizio di Salasco. Rifiutò l'incarico d'insegnante a Torino, offertogli da Vincenzo Gioberti, per diventare "commesso di prima classe" di Francesco Franchini, ministro della Pubblica Istruzione nel Ministero Guerrazzi. Incarico in cui fu mantenuto anche al ritorno del governo granducale, «...ma mi conservò nell'ufficio,... ….; ma sempre mi guardò con sospetto, e sempre mi tenne basso.». Si sposò con Zaira Capecchi, che morì pochi mesi dopo.
Nel 1849 pubblicò le Osservazioni al Nuovo Vocabolario della Crusca, Modena 1849, dove, con franchezza, criticò modalità e voci dei primi cinque fascicoli della quinta ristampa del Vocabolario dell'Accademia della Crusca. «Erano erronei, anzi un vero plagio, una rapsodia». L'Accademia non poteva tollerare che un giovane impiegato al ministero ne criticasse l'infallibilità e ancor più che il governo volesse vedere come andava con il dizionario. Giuseppe Arcangeli, peraltro amico del Fanfani, scrisse un libro anonimo pieno di acredine Prima ed ultima risposta di un Apatista. Donato Salvi, accademico della Crusca, rispose con un infocato libello pieno di insulti al Fanfani, definendolo «..l'Arcifanfano fautore delle fanfanesche fanfaluche..»,; «..il pedante Azzeccaspropositi che si trasforma in Azzeccagarbugli;» o anche «...la sentenza sputata addosso all'odierna Crusca da Sua Singolarità filologica, l'Arcifanfano di Linguadoca, Maestro de' maestri, Ispettore soprintendente agli studj del quinci e del quindi, …». Nonostante l'ardore, l'Accademia della Crusca in seguito dette ragione al Fanfani, mandando al macero i sette fascicoli da lui criticati, il Salvi fu espulso dall'Accademia e pochi anni dopo fu nominato accademico il Fanfani.
Fanfani nel 1851 pubblicò il mensile L'Etruria (1851-1852), che parlava di filologia, letteratura, belle arti. Vi collaborò Alessandro D'Ancona. In seguito pubblicò Il Passatempo (1856-1857). Poi pubblicò Il Piovano Arlotto (1857-1859). Nel 1859 venne eletto bibliotecario della Marucelliana, ufficio che tenne fino alla morte.
Filologo molto noto e letterato, fu autore di importanti vocabolari. Come filologo critico ebbe avversari agguerriti, tra gli altri Vincenzio Nannucci e Giosuè Carducci; a proposito dell'edizioni di classici italiani che curava presso gli editori Ricordi e Barbera, un epigramma attribuito al Carducci così lo satireggiava:
Ma anche il Fanfani entrava volentieri nella polemica (v. Prefazione al Decamerone, Barbera, 1861) specialmente contro gli Amici Pedanti; il Carducci gli scrisse contro in modo offensivo nel prologo di Levia Gravia.
Fu funzionario al Ministero della Pubblica Istruzione e si mise in evidenza come editore di testi antichi e come lessicografo.
Purista convinto e fervente, contrastò le idee e le convinzioni dei manzoniani sulla lingua, opponendosi all'ipotesi che gli italiani mancassero di un idioma unico, che invece secondo lui doveva essere forgiato sul fiorentino.
S'impegnò in difesa dell'integrità e della purezza della lingua, considerata come un collante ed una base indispensabile per la nazionalità.

## La polemica sulla presunta falsità dellaCronicadi Dino Compagni
La questione fu iniziata dal Fanfani sul secondo numero de Il Piovano Arlotto del febbraio 1858, dove venne pubblicato un articolo sulla pubblicazione, presso la Barbèra, Bianchi e C., della Cronica di Dino Compagni, nell'edizione curata da Giovanni Tortoli. Il Piovano Arlotto in persona riportava un testo di un suo conoscente, tenuto anonimo, in cui si metteva in dubbio, per via di discordanze di date e per il lessico, la veridicità della Cronica che, apparsa nel Quattrocento, non trovava riscontri e attestazioni sue contemporanee. Il Tortoli intervenne su Lo Spettatore per respingere le accuse e, rivolgendosi direttamente al Fanfani, «...[per] che tutta Firenze la riteneva un'opera di Fanfani». Il Fanfani replicò su Lo Spettatore che «...anche se non era un'opera sua si sentiva di rispondere alle accuse» e poi pubblicò il testo apparso su Il Piovano Arlotto, con Fanfani come autore, con il titolo Dino Compagni sbertucciato da G. T.. Nel 1862 lo studioso francese Carlo Hillebrand respinse i dubbi di Fanfani.
Qualche anno dopo, uno studioso tedesco, Paul Scheffer-Boichorst mise di nuovo in discussione la veridicità della Cronica. Il Fanfani riprese la questione e pubblicò il libro Dino Compagni vendicato dalla calunnia di scrittore della Cronica. Gino Capponi, l'abate Giuseppe Roberti ne difesero l'autenticità, mentre un altro studioso tedesco, Karl Hegel, sostenne che la Cronica fosse sostanzialmente genuina, ma fortemente ritoccata più tardi. «La polemica continua con un torrente, che s'incalzava senza tregua, di articoli e libri insignificanti del Fanfani, il quale tirò molto male la cosa nel campo dell'ingiuria personale.». «Fanfani oltrepassa ogni limite della decenza, nel linguaggio che usa e nella sua arrogante pretesa di essere considerato l'unico giudice dello stile trecentesco».
Il Fanfani arrivò anche a promettere «...un premio di dugento lire, dico dugento, a chi tal documento autentico riesce a trovare: e trovato che sia, prometto di esser io stesso che dichiarerò di aver sognato.» Il Fanfani pubblicò: Dino Compagni vendicato dalla calunnia di scrittore della Cronaca: passatempo letterario nel 1875, Le metamorfosi di Dino Compagni: sbugiardate da Pietro Fanfani nel 1876, La critica italiana del Signore Isidoro del Lungo nel 1879 «...e tutta una serie di opuscoli stampati in piccole tipografie e tutti contro il Del Lungo».
A mettere fine alla polemica fu Isidoro Del Lungo con il suo Dino Compagni e la sua Cronica nel 1879, in cui dimostrò che la Cronica di Dino Compagni era autentica.

## Opere

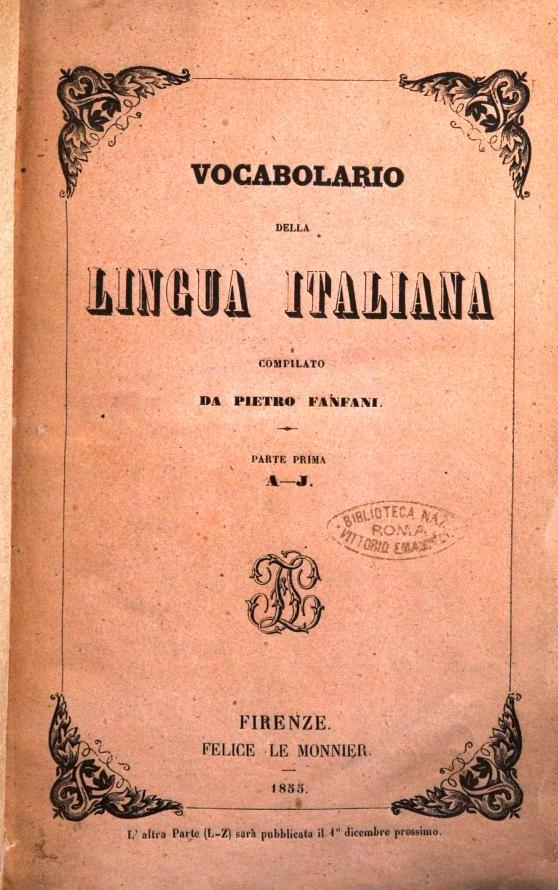
Frontespizio del Vocabolario della lingua italiana 1855

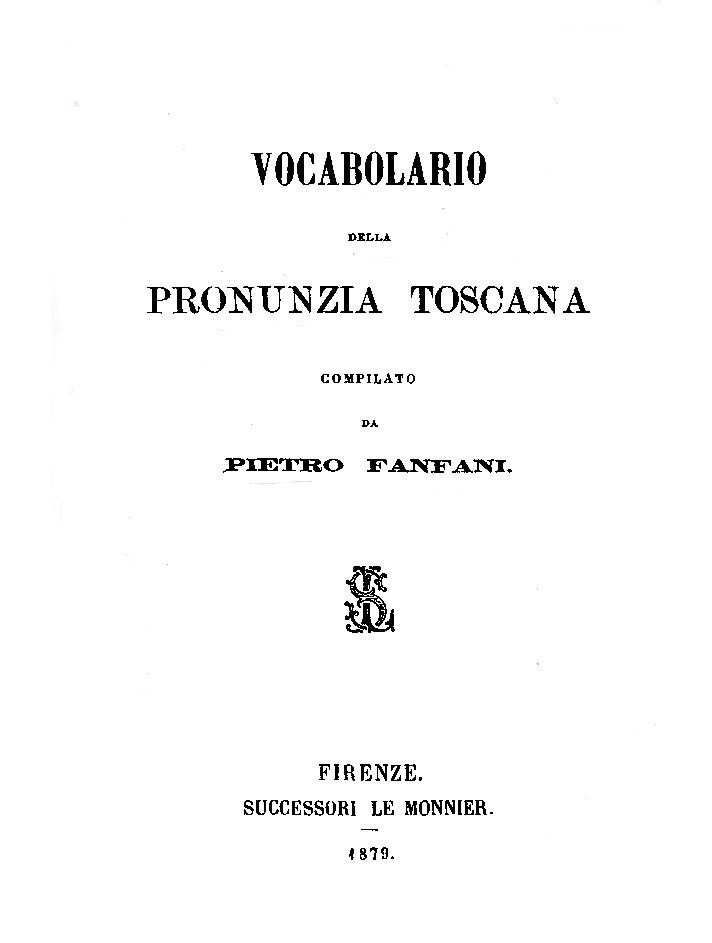
Frontespizio del Vocabolario della pronunzia toscana 1879

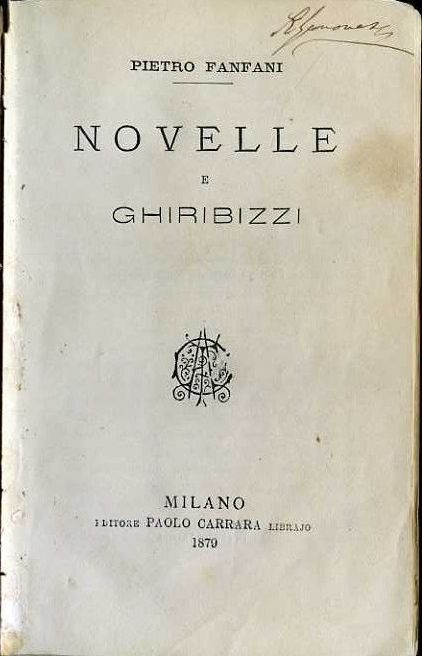
Frontespizio di Novelle e ghiribizzi 1879

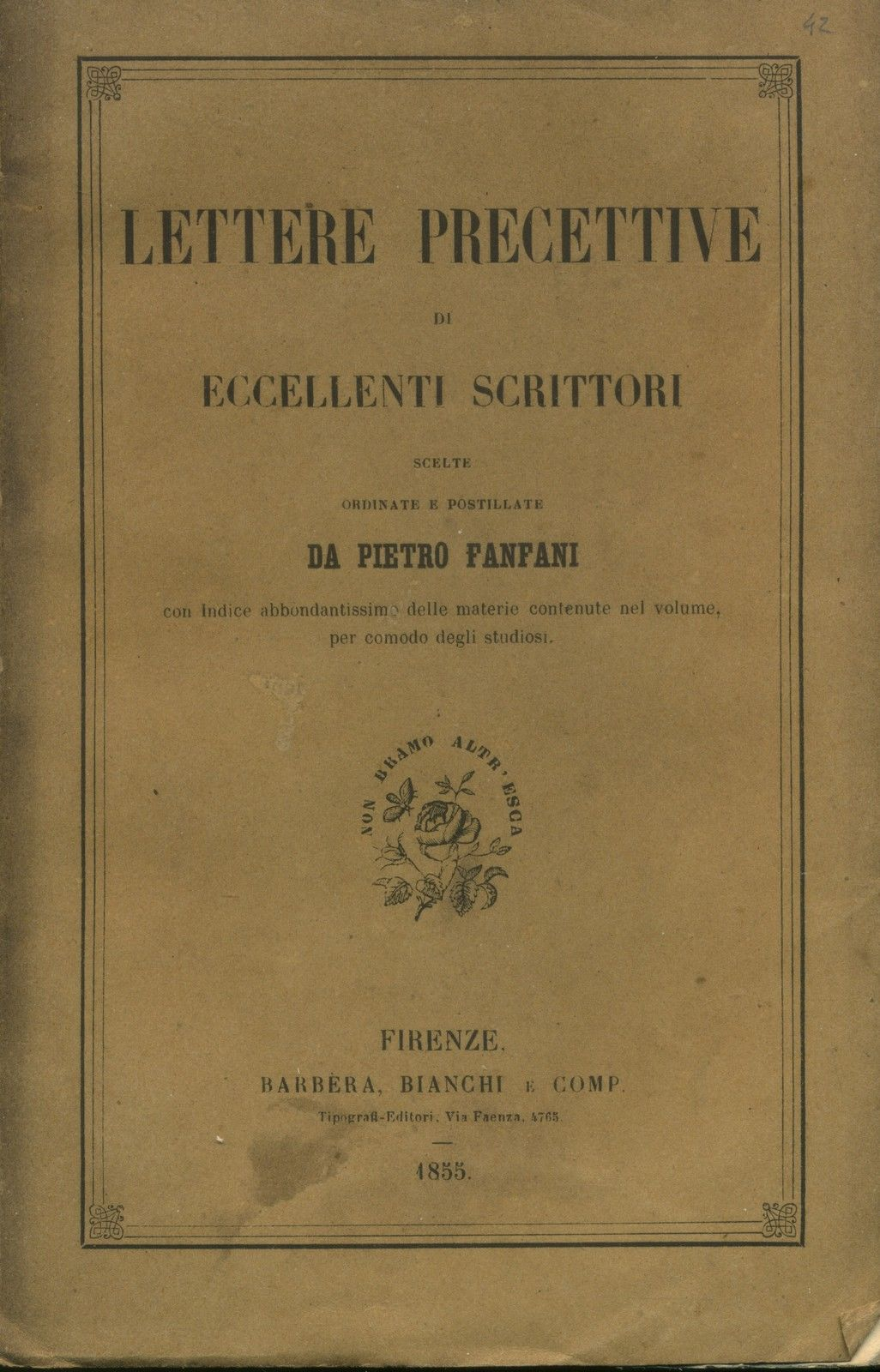
Frontespizio di Lettere precettive 1855

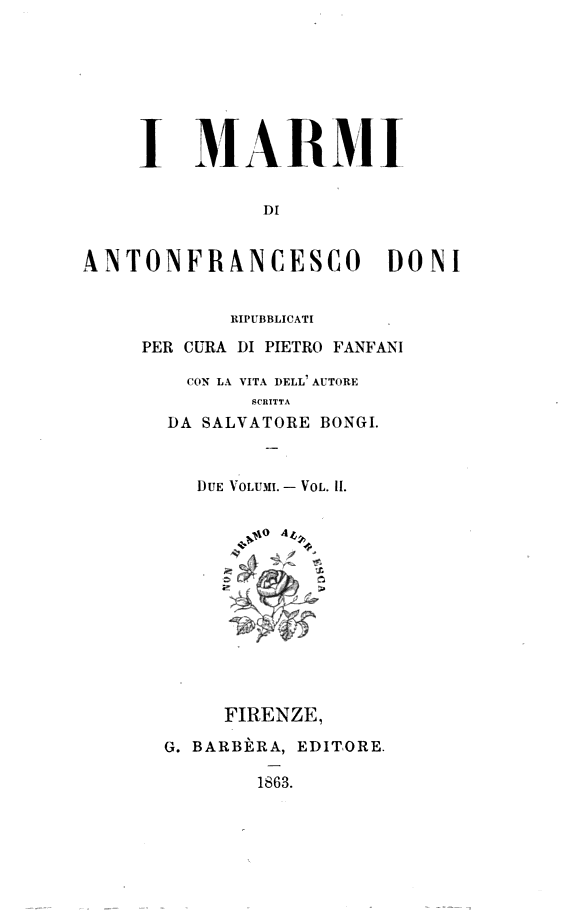
Frontespizio di I Marmi 1863

- Osservazioni al nuovo Vocabolario della Crusca, Modena, presso Carlo Vincenzi tip. Librajo, 1849
- Vocabolario della lingua italiana, Firenze, Le Monnier, 1855; e numerose successive edizioni.
Fanfani pubblica il Vocabolario della lingua italiana, presso l'editore Felice Le Monnier di Firenze nel 1855: è uno dei dizionari di maggior successo[29], riedito, ampiamente accresciuto, nel 1865 e in seguito ripubblicato più volte. È pensato per essere usato nelle scuole e come complemento a una lettura di classici[29]. È basato sul vocabolario della Crusca ma ha, per compensazione, un'apertura verso la lingua viva, come poi il Fanfani fece nel Vocabolario dell'uso toscano[29], che se nelle intenzioni era di registrare «...quella lingua che si legge ne' Classici, che si parla nella sua miglior forma in Toscana, e che si scrive comunemente per tutta Italia»[30] nella sostanza è «...un'opera che guarda irrimediabilmente al passato e al modello della Crusca»[31].
- Vocabolario dell'uso toscano, 2 voll., Firenze: G. Barbera, 1863 (l'opera più originale, in parte zibaldonesco, in parte invece bizzarra frusta letteraria, contro gli scrittori del suo tempo)
- Scritti capricciosi, Firenze: Stamperia sulle Logge del Grano, 1864
Raccolta di testi pubblicati nelle riviste: La Rivista di Firenze, Il Passatempo ed Il Piovano Arlotto. Nell'introduzione il Fanfani dichiara che «...gli scritti... … son quegli, per l'argomento che il patisce, dove più che altrove ho adoperato la lingua viva dell'uso toscano, ingegnandomi però, senza che si paja, di intesserla sopra un ordito di lingua antica, …»[32] e «...mettere dinanzi agli occhi di coloro i quali amano gli studj di lingua una prova del come puossi la lingua che suona sulla bocca del popolo toscano trasportar nelle scritture, facendone un composto con la lingua del Trecento e de' classici.»[32]. E «..che i miei scritti non sono appunto chiacchiere senza costrutto, come quegli dove, sotto piacevole forma, e senza filosofal sicumèra, si tratta parecchi punti di morale, di politica e di critica letteraria...»[32] e aggiunge «...il più degli scritti polemici, gli ho lasciati indietro... ….e poi per non raccendere sdegni e stizze ormai spenti...»[32].
- Vocabolario della lingua italiana per uso delle scuole. Firenze: Le Monnier, 1865; e numerose successive edizioni
- Una casa fiorentina da vendere: con un racconto morale e un esercizio lessicografico. Firenze: Tip. All'insegna di S. Antonino, 1868; e successive edizioni.
È un repertorio di nomenclatura in cui lo spunto della vendita della casa offre l'occasione[33] di elencare tutti i nomi possibili di cose, oggetti attinenti alla casa e delle suoi elementi costruttivi. Una descrizione dettagliata ma che comprende tutto il possibile campo semantico della parola casa. «...e come i Vocabolarj non sono libri da studiargli seguitamente, ma semplici riscontri...bisogna far libri che abbiano...[una] scrittura distesa e vocabolario ad un'ora, e diano occasione a' giovanetti di esercitarvisi...»[34] «Ho immaginato che in Firenze ci sia una casa da vendere, la quale minutamente descrivo tutta quanta, per aver occasione di nominare gli oggetti più usuali...»[34]. Il Fanfani mette in carattere corsivo questi oggetti che sono elencati successivamente in ordine alfabetico in un glossario in cui, come "Esercizio lessicografico"[34], è lasciato un margine bianco «...dove i giovanetti possano scrivere, dicontro ad ogni voce, la corrispondente de' loro dialetti.»[34]. Prima del glossario/esercizio lessicografico, il Fanfani ha aggiunto un racconto morale in cui sono impiegati «...de' modi più vivaci e più eletti del parlar fiorentino,..»[34].
- La Paolina: novella scritta in lingua fiorentina italiana, 2. ed. ritoccata con una nuova nota e un saggio di traduzione nel volgar fiorentino, Firenze: Tip. all'insegna di S. Antonio, 1868
- Antologia italiana, compilata per uso degli istituti tecnici da P. Fanfani e G. Rigutini. Firenze: F. Paggi, 1870
- Cecco d'Ascoli: racconto storico del sec. XIV. - Firenze: Tip. di G. Carnasecchi, 1870 (romanzo dei cosiddetti «leziosi» che presenta una certa pedanteria filologica)
- I diporti filologici: con altri opuscoli della materia medesima, Firenze: tip. G. Carnesecchi, 1870
- Voci e maniere del parlar fiorentino. Firenze: Tip. del Vocabolario, 1870
- Lingua e nazione: avvertimenti a chi vuol scrivere italiano. Milano: Libreria editrice di educazione e d'istruzione di Paolo Carrara, 1872 (tratta questioni fondamentali della lingua italiana e particolarmente della toscana e questioni di filologia[35]; discute il valore del poemetto L'Intelligenza attribuito a Dino Compagni
- Il Plutarco femminile: libro di lettura e di premio. Milano: Carrara, 1872 e successive edizioni
- La bibliografia di Pietro Fanfani con parecchi documenti e alcune coserelle in versi. Firenze - Roma: Tip. Cenniniana, 1874
- Il Fiaccherrajo e la sua famiglia: racconto fiorentino, Milano: Lib. editrice di educazione e d'istruzione di Paolo Carrara, 1874 (racconto di scuola manzoniana, classicamente scritto)
- Studj ed osservazioni sopra il testo delle opere di Dante, Firenze: Tip. cooperativa, 1874
- Plutarco per le scuole maschili: libro di lettura e di premio, Milano: Carrara, 1875
- Vocabolario italiano della lingua parlata, compilato con Giuseppe Rigutini; Firenze: Tipografia Cenniniana, 1875; e numerose successive edizioni
- Dino Compagni vendicato dalla calunnia di scrittore della Cronaca: passatempo letterario, Milano: Carrara, 1875 (gli nega la paternità della Cronaca)
- Il filo d'Arianna nel laberinto delle apologie dinesche. Firenze: Tipografia del vocabolario, 1875
- Spigolatura Michelangiolesca, Pistoia: Tip. Cino dei f.lli Bracali, 1876
- Il vocabolario novello della Crusca: studio lessicografico, filologico, economico. Milano: Carrara, 1876
- Il lessico della corrotta italianità (in collaborazione con Costantino Arlia), Milano: Carrara, 1877
  - Lessico dell'infima e corrotta italianità (2ª ed. riveduta e con molte giunte), Milano: Carrara, 1881; e successive edizioni
- Mescolanze letterarie: scritti inediti o rari, (già pubblicati in Letture di famiglia, annate XXVIII, XXIX, XXX). Firenze 1879
- Nuovo vocabolario dei sinonimi della lingua italiana: ad uso delle scuole. 2a. edizione. Milano: Carrara, 1879.
- Nuovo vocabolario metodico della lingua italiana: domestico, d'arte e mestieri, con circa novemila vocaboli aggiunti all'antico del Carena (con Giuseppe Frizzi). 2 voll., Milano: Carrara, 1883-1899
- Vocabolario dei sinonimi della lingua italiana, nuova edizione con duemila aggiunte per cura di G. Frizzi, Milano: Carrara, 1884

### Traduzioni ed edizioni di opere
- Meditatione sulla povertà di santo Francesco: scrittura inedita del secolo 14° Tipografia Cino, Pistoia 1847
- Conti di antichi cavalieri: copiati da un codice della biblioteca di casa Martelli e stampati ora la prima volta con note e dichiarazioni, Firenze: Tip. di T. Baracchi, 1851
- Lettere precettive di eccellenti scrittori, scelte, ordinate e postillate da Pietro Fanfani con indice abbondantissimo delle materie contenute nel volume, per comodo degli studiosi. Firenze: Barbera, Bianchi e comp., 1855
- Novella del grasso legnajuolo: riscontrata col manoscritto e purgata da molti e gravissimi errori, Firenze: Le Monnier, 1856
- Rime burlesche di eccellenti autori, raccolte, ordinate e postillate da Pietro Fanfani. Firenze: Le Monnier, 1856
- Il Decameron di messer Giovanni Boccacci; riscontrato co' migliori testi e postillato da Pietro Fanfani, Firenze: Le Monnier, 1857 e successive edizioni
- I Marmi di Anton Francesco Doni ripubblicati per cura di Pietro Fanfani con la vita dell'Autore scritta da Salvatore Bongi, Firenze G. Barbèra Editore, 1863
- Il contr'uno, o Della servitù volontaria, discorso di Stefano de La Boëtie; con la lettera del signor de Montaigne circa alla ultima malattia ed alla morte dell'autore; prima versione italiana di Pietro Fanfani. Milano: G. Daelli e C., 1864
- I Proverbj di Salomone: volgarizzati nel secolo XIV, Firenze: Tipografia Fiorentina, 1865.
- Le rime di Bernardo Bellincioni riscontrate sui manoscritti, emendate e annotate da Pietro Fanfani. Bologna: presso Gaetano Romagnoli, 1876
- Poesie di Giuseppe Giusti annotate per uso dei non toscani da Pietro Fanfani. Milano: Carrara, 1877
- Le Rime di messer Cino da Pistoia ridotte a miglior lezione da Enrico Bindi e Pietro Fanfani. Pistoia: Tip. Niccolai, 1878

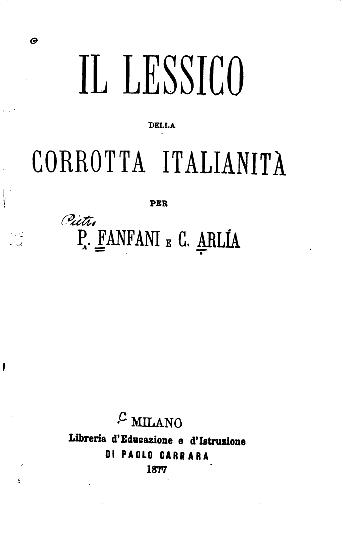
Frontespizio di Il lessico della corrotta italianità 1877
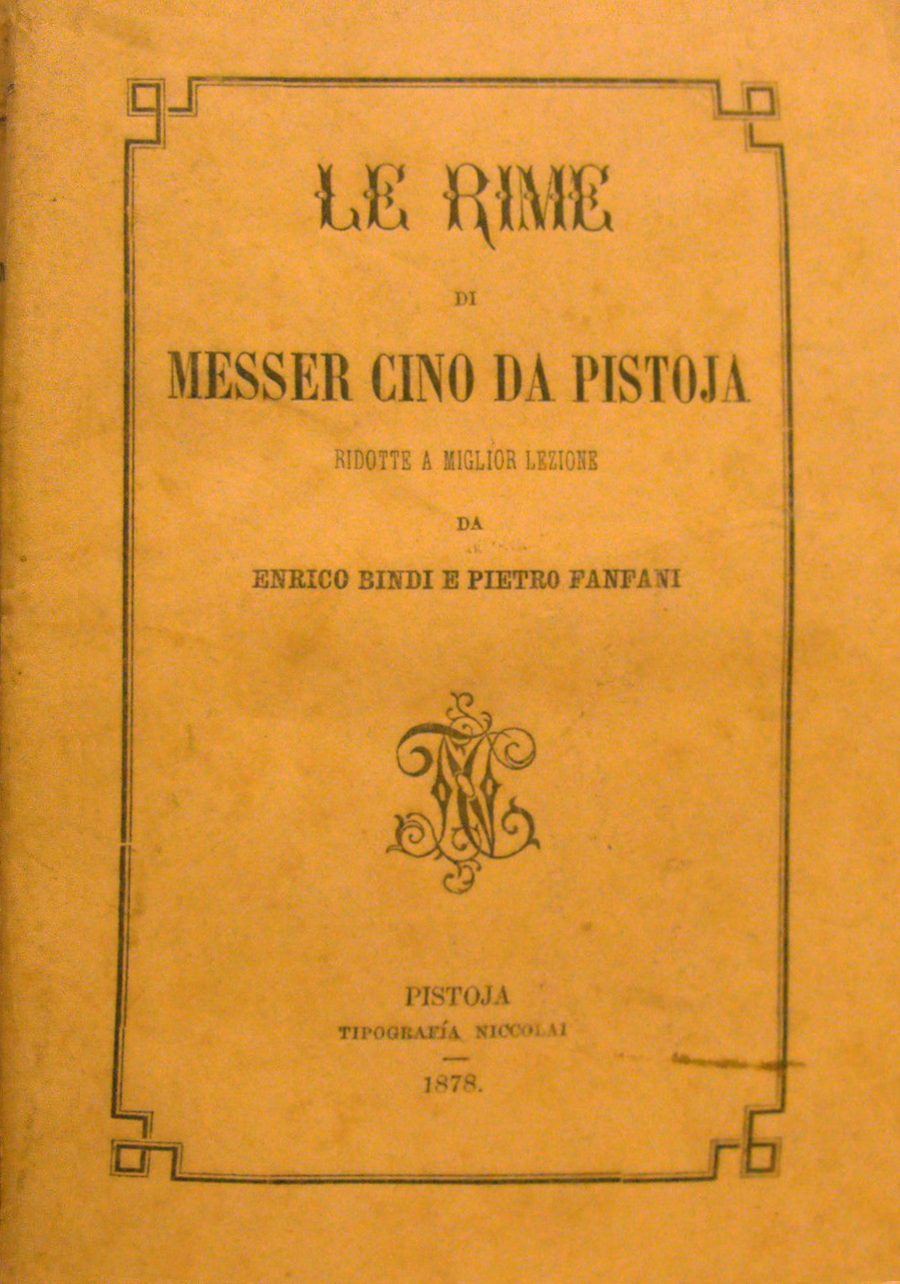
Frontespizio di Le rime di messer Cino da Pistoia ridotte a miglior lettura 1878
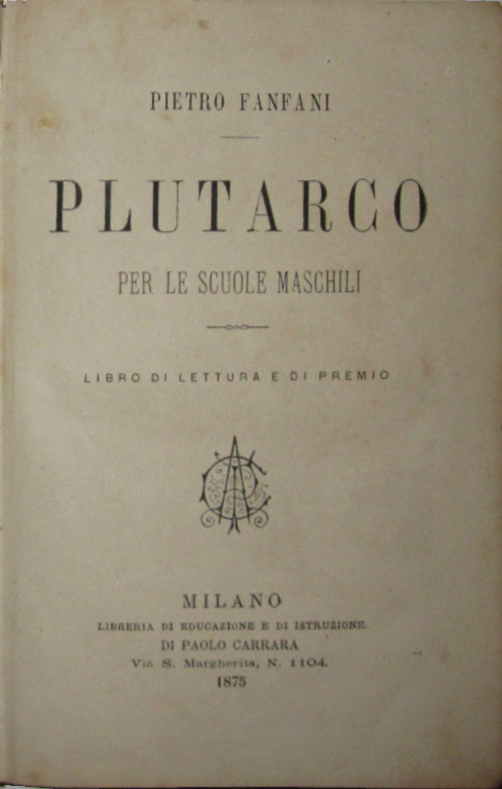
Frontespizio di Il Plutarco per le scuole maschili 1875